# Горний Сухор-при-Виниці
Горний Сухор-при-Виниці (словен. Gornji Suhor pri Vinici) — поселення в общині Чрномель, Південно-Східна Словенія, Словенія. Висота над рівнем моря: 161 м.